# Argoños

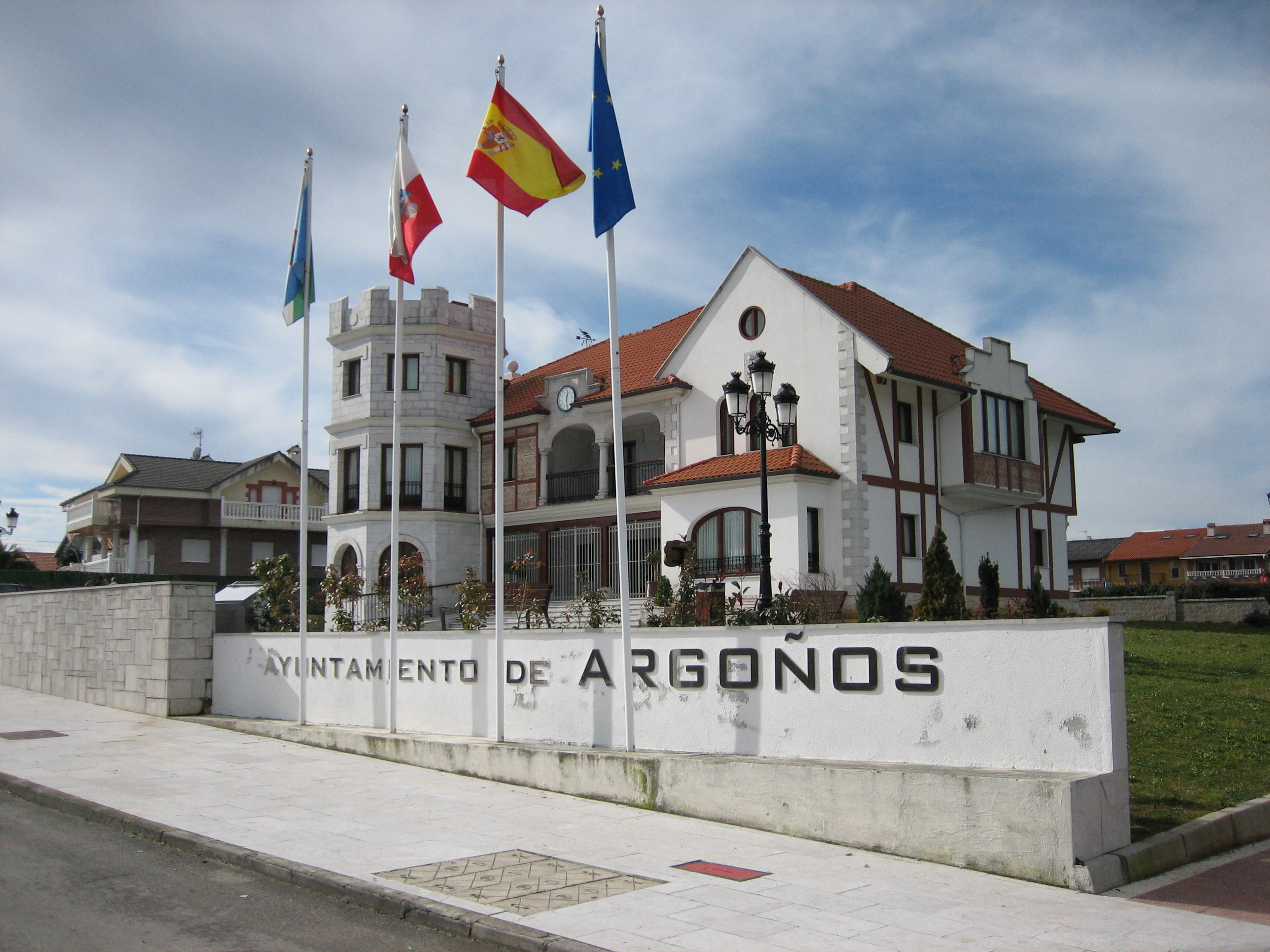
Stadhuis

Argoños is een gemeente in de Spaanse provincie Cantabrië in de regio Cantabrië met een oppervlakte van 6 km². Argoños telt 1.720 inwoners (1 januari 2016).

## Demografische ontwikkeling
Bron: INE, 1857-2011: volkstellingen